# Antonio Di Dio
Antonio Di Dio (Palermo, 17 marzo 1922 – Megolo, 13 febbraio 1944) è stato un partigiano e militare italiano.
Medaglia d'oro al valor militare alla memoria.

## Biografia
Dopo gli studi liceali conclusi a Cremona, città dove nel 1927 si era trasferita la sua famiglia, l'8 settembre 1943 si trova a Modena, inserito nel corso allievi ufficiali della Scuola d'applicazione militare. In quel frangente viene messo agli arresti per un tentativo di opposizione ai tedeschi, evade dopo tre giorni e raggiunge il fratello Alfredo in Valle Strona, dove si aggrega alla formazione di Filippo Beltrami. 
Durante un conflitto a fuoco con i tedeschi in località Megolo (frazione di Pieve Vergonte), il 13 febbraio 1944 resta ucciso assieme ai compagni che si trovano con lui, fra cui lo stesso comandante Beltrami e l'altro ventenne Gaspare Pajetta.

## Riconoscimenti
L'università di Parma gli ha concesso nel 1946 la laurea ad honorem. Alla memoria dei fratelli Di Dio sono stati intitolati un battaglione carri e,  Cremona, la storica sala di scherma, l'Accademia d'armi "Antonio e Alfredo Di Dio Emma", società che da oltre 116 anni pratica lo sport della scherma, nel quale Alfredo era atleta di alto livello.
A Sesto San Giovanni e a  Novara sono state intitolate vie ad Antonio e a suo fratello Alfredo, via Fratelli Di Dio.
Ad Abbiategrasso indirizzo è stata dedicata la scuola primaria Fratelli Di Dio che si trova in Via Fratelli Di Dio 1 